# Ujhelyi Imre Élelmiszeripari Közép- és Felsőfokú Szakképző Iskola és Kollégium

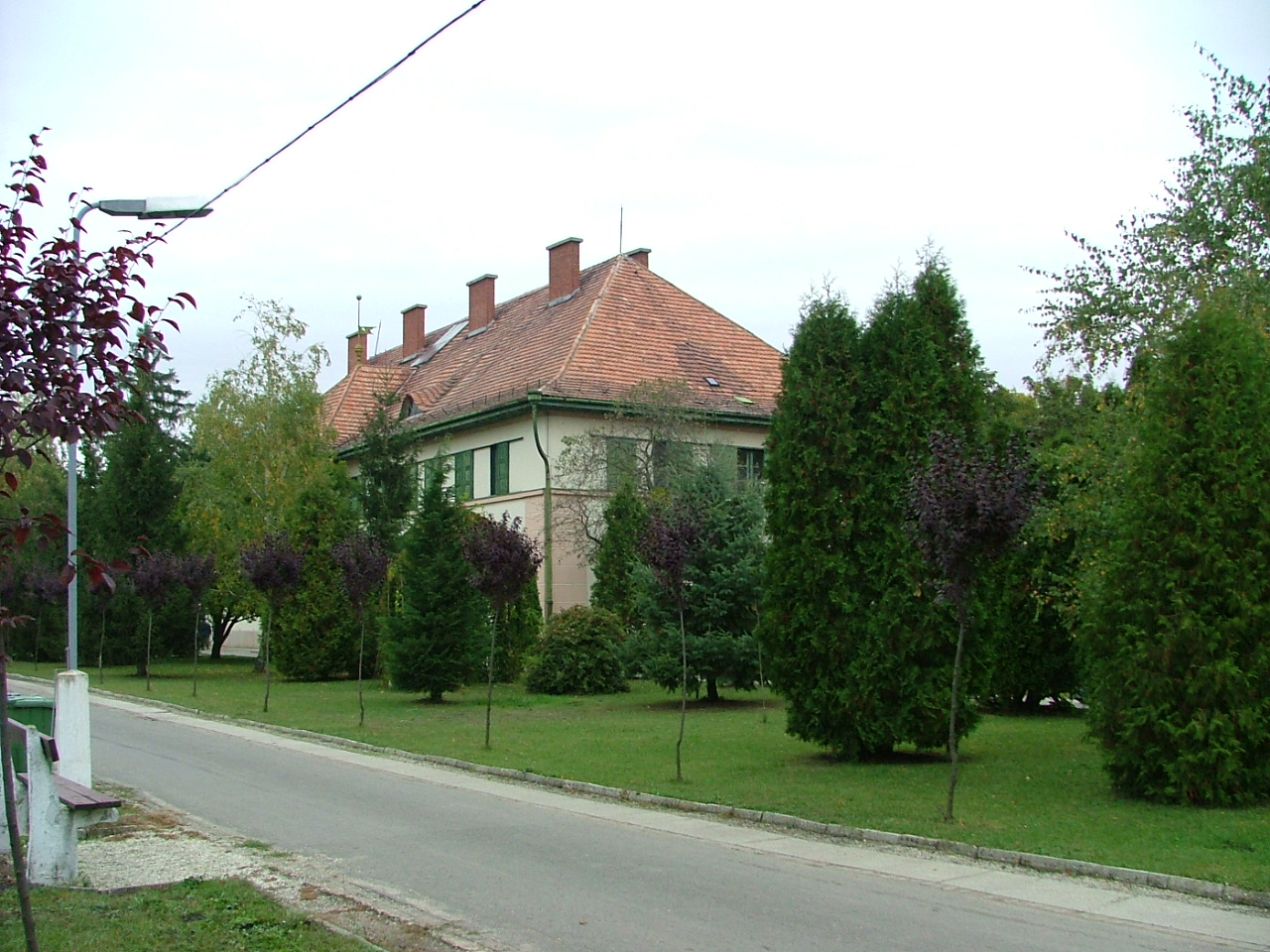

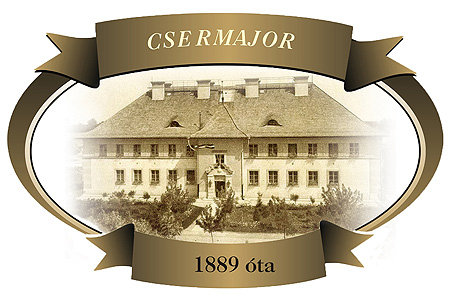

A Csermajori Tejipari Szakiskola majd újabb nevén Ujhelyi Imre Élelmiszeripari Közép- és Felsőfokú Szakképző Iskola és Kollégium 1920-2014 között működő, magyar tejipar legjelentősebb tejgazdasági és tejüzemi szakképző intézménye volt.

## Története
Az iskola történetének kezdetei 1886-ra nyúlnak vissza, amikor az Országos Tejgazdasági Felügyelőség célul tűzte ki maga elé, hogy minél előbb megszervezi hazánkban a szakoktatást. Az állam a legalkalmasabbnak látta egy olyan helyen létesíteni a szakiskolát, ahol rendelkezésre állnak a tej termeléséhez és feldolgozásához szükséges épületek és berendezések. Így esett a választás Lajos bajor királyi főherceg és Estei Mária Terézia Dorottya főhercegnő Vas vármegyei birtokára, ahol 1889-ben megalapították, majd 1890. augusztus 15-én megnyitották a Magyar Királyi Tejgazdasági Szakiskolát, az ország első ilyen jellegű oktatási intézményét.
A tanintézet alapításának célja a Szervezeti Szabályzatban olvasható:

„…a tejgazdaságok számára megbízható és kellő szakismerettel bíró munkásokat, tej-, sajt- és vajkezelőket képezni, kik úgy gyakorlatilag, mint elméletileg kellő módon értenek a tejgazdaságokban előforduló mindenféle munkához, u.m. a tehenek ápolása, takarmányozása, fejése, a tej vizsgálata, kezelése, vajjá és sajttá földolgozása.”

A szerződés lejárta után - mely a herceg és a Földművelésügyi Minisztérium között köttetett a láncpusztai major szakoktatási célokra történő kézbeadásáról - a szakiskola 1929. november 24-én átköltözött a Sopron vármegyei Csermajorba, herceg Esterházy Miklós uradalmába, ahol 1920 óta már működött a herceg Esterházy Miklós-féle M. Királyi Mezőgazdasági Szakiskola.
Az I. világháború után Magyarország vezetése mindent megtett annak érdekében, hogy az emberekkel feledtesse a háború borzalmait. A magyar arisztokrácia több olyan alapítványt hozott létre, amelyek nemcsak a maguk dicsőségét, hanem az egész nemzet érdekeit szolgálták.

Ilyen alapítvány volt az is, melyet az ország leggazdagabb hitbizományosa, Galántai és Fraknói Esterházy Miklós herceg tett egy mezőgazdasági iskola létesítésére.
"Érezte és tudta azt, hogy Szent István koronája csak akkor kaphatja vissza régi fényét, ha ismét fel tudja építeni mezőgazdasági kultúráját. Az iskola alapításával biztos és határozott utat mutatott a nemzetnek a feltámadásra."
Az adományozó Esterházy Miklós herceg nem élhette meg.az alapítványában megfogalmazott célok megvalósítását.  Fia, herceg Esterházy Pál teljesíteni kívánta apja elhatározását, így az alapítványban felajánlott 200 kh ingatlant tartozékaival együtt 1920. október 19-én átadta az Államkincstárnak 
A Csermajori Tejipari Szakiskola 1930-as években végzett szakemberei, sajt- és vajmesterei egyedül adták a hazai tejipar meghatározó szakembergárdáját. Ők álltak a kádak és köpülők mellett, szereztek hírnevet a magyar sajtnak és a többi tejterméknek, szervezték újjá a II. világháború után a magyar tejipart.
Döntő jelentősége volt a tejgazdaságok és tejüzemek megszervezésénél, a hazai technológiák kidolgozásánál és elterjesztésénél a magyaróvári Tejgazdasági Kísérleti Intézetnek, amelyet 1903-ban alapítottak Magyar Királyi Tejkísérleti Állomás néven. E téren úttörő munkát végzett az akadémia több kiváló professzora: Ujhelyi Imre, Grátz Ottó, Budai Gyula, Vas Károly, Vladár Endre, Bánvárth Sándor, Ejury Lajos, Csiszár József és még sok más kutató. A csermajori tanműhely gyakran szolgált a sajtgyártási kísérletek színhelyéül, vagyis számos hazai sajt technológiájának kidolgozásánál meghatározó szerepet játszott a Csermajorban felhalmozott szakmai tapasztalat.
A nagy álom, a nagy terv megvalósítói, a "magyar mester, magyar sajt" elv diadalra vitelében a manuális munka zömét a Csermajorban tanult szakemberek segítségével végezték el!

### Mezőgazdasági és tejipari szakképzés Csermajorban
Az intézményben 1929-től 3 szervezeti egység működött közös igazgatás alatt:
- Tangazdaság
- M. Kir. Mezőgazdasági Szakiskola
- M. Kir. Mezőgazdasági Tejipari Szakiskola

A csermajori tangazdaság alapját az az alapítványi birtok adta, melyet herceg Esterházy Miklós létesített és fia, Esterházy Pál valósított meg. A 200 katasztrális holdat kitevő alapítvány az Országos Földbirtokrendező Bíróság 1923. január 25-én kelt ítéletével 376 kh 1545 négyszögöl területtel, 1930-ban pedig 3 kh 1454 négyszögöllel bővült.
A tangazdaságra épült Csermajor mindkét iskolája, melyek működéséhez ez a gazdaság teremtette meg a szükséges anyagi feltételeket, és adta meg tanulóinak a gyakorlati tudás megszerzésének lehetőségét is. A tangazdaság rendelkezett mindazokkal a felszerelésekkel, illetve szakszerű vezetéssel, amelyekre és akikre az irányításhoz szükség volt. Ennek hatása már a 20-as, de különösen a 30-as években is meglátszott, mert a gazdaság igen jó eredményekkel büszkélkedhetett. A mezőgazdasági szakiskola, később a tejipari szakiskola létesítésével a gazdaságban az állandó alkalmazottak mellett az iskolák tanulói is dolgoztak, így sajátítva el a későbbi önálló munkavégzéshez elengedhetetlen ismereteket és a rutint. Kivették részüket a földművelésből: kaszáltak, kapáltak, illetve az állatokat is gondozták: fejték, takarmányozták és ápolták a teheneket, juhokat, lovakat, sertéseket és háziszárnyasokat. A tangazdaság minden részterületén szigorú rendben folyt a munka, amihez a tanulóknak is alkalmazkodniuk kellett.
A M. Kir. Mezőgazdasági Tejipari Szakiskola célja, hogy a tanulók a tej termelése, kezelése, feldolgozása és értékesítése kapcsán felmerülő valamennyi munkafázist elsajátítsák és „kellő kézügyességre tegyenek szert” tanterve különbséget tett a gyakorlati és az iskolai évfolyam között. A tanév során a legnagyobb hangsúlyt a gyakorlati oktatásra helyezték. A tanulók kötelesek voltak minden munkában részt venni, valamint az előírt hetességi szolgálatot ellátni, mely során az alábbi feladatokat végezték:
- kazán- és gőzgépkezelés,
- fölözés,
- vajgyártás,
- sajtgyártás,
- sajtkezelés,
- tejvizsgálat,
- fejés,
- szobarend,
- Németh Péter csermajori diák az általa gyártott ementáli sajttal - 1939irodai munka.

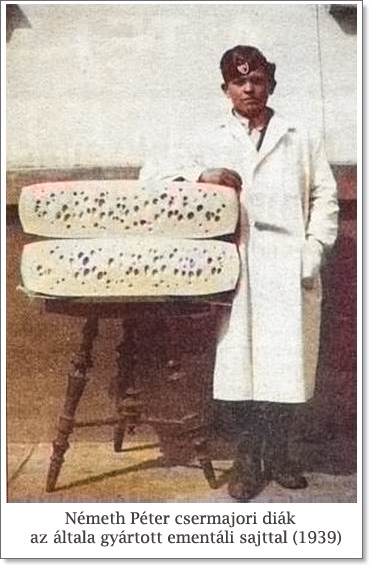
Németh Péter csermajori diák az általa gyártott ementáli sajttal - 1939

A Csermajori herceg Esterházy Miklós-féle M. Kir. Mezőgazdasági Szakiskola 1920 őszén kezdte meg az oktatást. Az iskola célját az igazgatóság az alábbi módon határozta meg.
"A Mezőgazdasági Szakiskolánknak célja az, hogy jól képzett, a saját lábán megállni tudó, magyar nemzeti szellemtől áthatott gazdaifjakat neveljen. A saját gazdaságába visszatérő ifjú gazda községében előharcosa legyen a mezőgazdasági kultúrának és példaadásával megfizethetetlen szolgálatot tegyen az egész községnek."
Az egyes tantárgyak anyagát a fenti célok megvalósításának megfelelően állították össze, különös tekintettel a gyakorlati ismeretekre, melyek elsajátítása csak úgy volt lehetséges, ha a gazdasági munkákat meghatározott időn keresztül a tanulók végezték. Tanári felügyelet mellett minden tavaszi, nyári, őszi növény- és állattenyésztési munkában részt vettek. A gazdaság vezetését, a különféle munkák irányítását a hetesi szolgálat alatt sajátították el. A hetesek önállóan, felelősséggel intézkedtek, de ha szükség volt rá, a vezető tanároktól és a majorgazdától minden segítséget megkaptak.
A téli időszakban a tanulóknak csak az állatok etetése, gondozása és fejése adott munkát, így jutott idő a különféle háziipari foglalkozásokra is. Megismerkedhettek a kosárfonással, kefekötéssel és seprűkészítéssel. Ezeket később jól hasznosíthatták. Az ügyesebbek a szerszámok javításakor megtanulták az újak készítését is.

A tantestület több tagja mezőgazdasági szakcikkeivel is hozzájárult a korszerű növény- és állattenyésztési módszerek elterjedéséhez. 1933-ban baromfitenyésztő-telepet létesítettek, ugyanakkor az iskola tehenészetével belépett a Sopron Vármegyei Szarvasmarha-tenyésztő Egyesületbe. Ez utóbbi nagy elismerése volt az oktatási intézményben folyó szakmai-gyakorlati munkának.

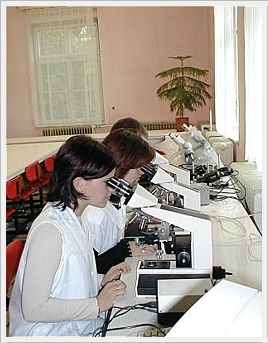
[http://users.atw.hu/1889/x3/labor/Labor5.jpg Mikrobiológiai gyakorlat

### Szakképzés a II. világháború után
Az 1945/46-os tanévtől kezdődően a szakiskola feladatköre kibővült. Az intézmény neve az új tartalomnak megfelelően:  Csermajori Állami Mezőgazdasági Tejipari Szakiskola és Tejgazdasági Szaktanácsadó Állomásra módosult.
Csermajor az 1946/47-es tanévig kettős intézményként - tejipari szakiskola és gazdaképző iskola - működött, de a következő tanévtől a mezőgazdasági iskolát megszüntették, mert az akkor létrehozott Kapuvári Gazdaképző Iskolába költöztették át.
1949-ben is nagy változás történt: Mezőgazdasági Gimnázium Tejipari Tagozataként átalakult az oktatás anyaga. A szakmai tárgyak mellett jelentős mértékben megnőtt a közismereti tantárgyak óraszáma.

### Technikusképzés
Az 1950-es esztendő két okból is fontos dátum Csermajor életében: megindult a technikumi képzés, másrészt a mezőgazdasági szakképzés megszűnése miatt a tangazdaság átadásra került a Pusztacsaládi Állami Gazdaság számára. Ez kb. 400 kh területet, istállókat, állatállományt és felszereléseket jelentett. Csak a tejipari oktatási célokat közvetlenül szolgáló létesítmények maradhattak az iskola birtokában. Az átadás egyszerű könyvjóváírással történt!
Az iskola felettes hatóságai (az Oktatási, valamint az Élelmezésügyi Minisztérium) az oktatás időtartamát 1954-től 4 évre emelték és a végzett hallgatók az érettségivel egyenértékű tejipari technikusi oklevelet kaptak.
Az iskola fenntartója 1950-től az Élelmezésügyi Minisztérium lett, amely igen sokat tett az oktatás személyi és anyagi feltételeinek biztosításáért. Korszerűen felszerelt mikrobiológiai és kémiai laboratóriumot bocsátott a technikum rendelkezésére

### Szakközépiskola

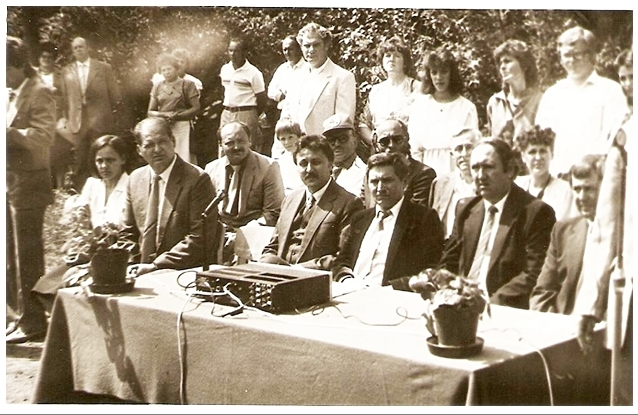
[http://users.atw.hu/cserib/tanitottak/tanitottak.jpg Tanárok az iskola szakközépiskolai korszakából

Az 1964/65-ös tanév ismét változásokat hozott iskolánk életében: felmenő rendszerben elkezdődött a szakközépiskolai oktatás. Az első osztályosok már új tanterv és óraterv szerint haladtak. Más lett a képzési cél, és más lett a 4 év után kapott bizonyítvány és képesítés is. A végzős tanulók a IV. osztály befejezése után érettségi- és szakmunkásvizsgát tettek, így érettségizett tejtermékgyártó szakmunkásokká váltak.
Az élelmiszeripari szakközépiskolában a műszaki tárgyak nagyobb súlyt kaptak. Megjelent a géprajz, műszerismeret, az élelmiszeripari műveletek és folyamatok és géptani gyakorlat. Sajnos csökkent a laborgyakorlatok óraszáma és megszűnt a mikrobiológia, valamint a szakkémia.
Az 1967/68-as tanévtől kezdve a 4 éves szakközépiskolai oktatás mellett megindult a 3 éves szakmunkásképzés, melynek lezárásaként a tanulók szakmunkásvizsga után tejtermékgyártó szakmunkás képesítést szereztek.
A tejtermékgyártó szakmunkásképzésben dunántúli központtá vált intézményünk. 1967-től 1976-ig Székesfehérváron, 1971-től 1976-ig Zalaegerszegen működött kihelyezett osztályunk. Az 1970-es évek közepétől Csermajor döntő szerepet játszott előbb a Dunántúlon szervezett vállalati felnőtt szakmunkásképző tanfolyamok, majd a technikusminősítő képzések és vizsgáztatás lebonyolításában is.
1968 mérföldkő az iskola történetében, hiszen felvette a tejgazdaságtan egyik jeles hazai oktatója, Ujhelyi Imre nevét, innentől Ujhelyi Imre Élelmiszeripari Szakközépiskola és Szakmunkásképző Intézet néven működött.
1989-től a képzési idő 4-ről 5 évre emelkedett. A tanulók az első négy évben a szakmai tárgyak mellett (tejipari technológia, szakmai gépek stb.) jelentős óraszámban közismereti tantárgyakat (matematika, magyar nyelv és irodalom stb.) is tanultak. A 4. év végén érettségi vizsgát tettek, majd az 5. évben csak szakmai tárgyakat tanulva felkészültek a technikusi vizsgára. Így a tanév végén a sikeres vizsga után tejipari technikusokká váltak.
1996-ban új képzési formaként beindították a szakmunkások szakközépiskoláját, ahol a szakmunkás bizonyítvány birtokában, két év alatt érettségit és számítástechnikai végzettséget szerezhettek a tanulók.

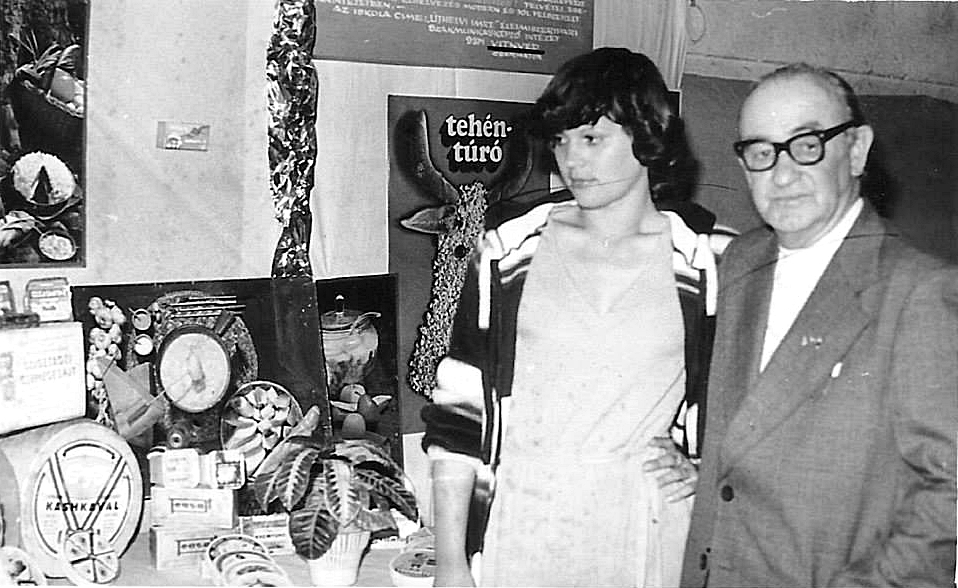
[http://users.atw.hu/1889/kepek/kiallitas_a.html Kiállítás - Beszterczey László és tanítványa

1998-tól az eddigi hagyományos képzési rendszer ismét megváltozott.
A 9-10. osztályban csak általános élelmiszeripari ismereteket tanítottak, és csak a 10. osztály végén kellett szakirányt választani, vagyis a tanulóknak csak ekkor kellett eldönteniük (tehát, nem közvetlenül a 8. osztály elvégzése után), hogy az általános élelmiszeripari szakképzés keretében tanulnak-e tovább vagy inkább a tejtermékgyártó szakmunkás, illetve a falusi vendéglátó szakképesítés megszerzését választják.

### Szakképzés felsőfokon
Kiemelkedő jelentőségű dátum iskola történetében 1999 szeptembere, amikor az Élelmiszeripari Egyetem Szegedi Főiskolai Karával közösen indíthatta Csermajor a felsőfokú Élelmiszeripari menedzser szakképzési formát, amelyben érettségizett fiatalok vehettek részt, 2 éves tanulmányi idővel.
A képzési kínálat bővítésével egyidejűleg az iskola neve is módosult: Ujhelyi Imre Élelmiszer-ipari Közép- és Felsőfokú Szakképző Iskola és Kollégium lett.

### Tanüzem

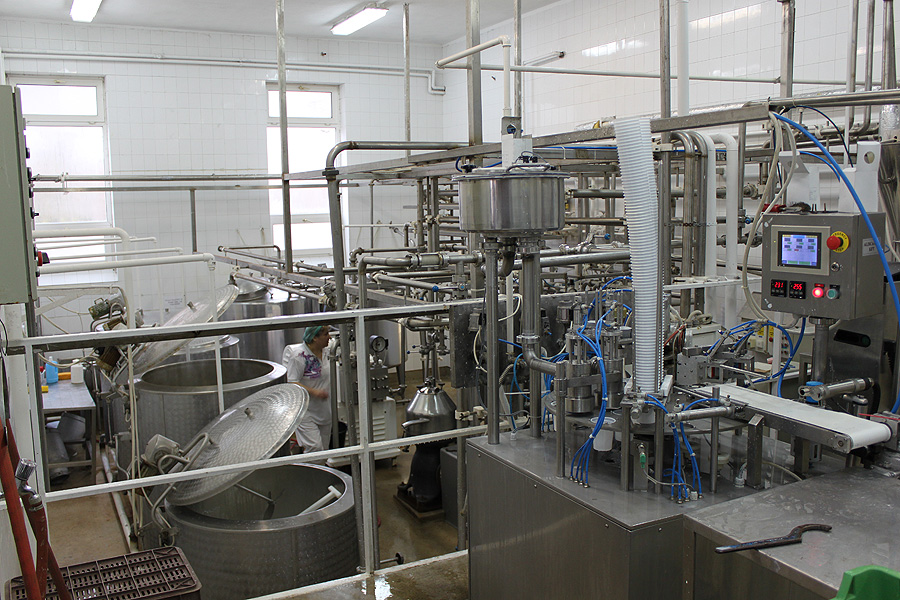
[http://users.atw.hu/1889/x3/tanuzem/NK/uzem_2.htm A csermajori tanüzem

A csermajori iskola tanüzemét 1929-ben létesítették 968 m² alapterületen, melyben sajt- és vajműhelyt, laboratóriumot és érlelőpincéket alakítottak ki. Kezdetben működése manufaktúra jellegű volt: a sajtokat jobbára fából készült berendezésekben, illetve fémüstökben készítették. A korszerűtlen technikai adottságok ellenére az ott dolgozó mesterek kiváló minőségű sajtokat és vajat gyártottak. 
Az 1930-as években tanüzem felszereltsége színvonalában már felülmúlta a magyar tejipar műszaki-technológiai átlagát.
A tanüzem a tejipari gyakorlatok képzési helye volt, amelyet többször korszerűsítettek, fejlesztettek A tanulók szakoktatói irányítás mellett önállóan végezték a tej feldolgozását, a különféle tejtermékek gyártását. A Csermajori tanüzem az országban még mindig egyedülállóan jó feltételeket teremt a tejipari szakképzéshez.
A tanüzemben gyártott tejtermékek: vaj, tejföl, túró, valamint a tanüzem pincéjében érlelt sajtok. A vásárlók körében a legkedveltebb csermajori sajtok a következők voltak: Ilmici (Mosoni megyei csemege), Pálpusztai, Teasajt, Lajta és a Trappista.

### Iskolaösszevonás
2009-ben a közös fenntartó a csermajori iskolát összevonta a fertődi Porpáczy Aladár Kertészeti Szakközépiskolával, és a két iskolából létrehozták a Győr-Moson-Sopron Megyei Önkormányzat Általános Művelődési Központját, aminek egyik tagiskolája lett Csermajor. 
Ezáltal 2009. augusztus 1-jével a csermajori iskola önállósága – alapításának 120. évében – megszűnt.
Az összevonás világos és egyértelmű célja az volt, hogy az új intézményben a csermajori és a fertődi iskola két egyenrangú intézményként egymást erősítve a régió egyik legmeghatározóbb szakképző iskolája legyen. Ennek ellenére már 2014-ben, öt évvel az összevonás után nem volt egyetlen csermajori tanuló sem a "közös" intézményben, a csermajori tanárokat és dolgozókat az összevonást követő néhány év alatt szétszélesztették. Csermajorban megszüntették a tanítást, és emiatt a tejesek Sárospatakja ma már nem lehet része a magyar közoktatásnak és szakmai képzésnek, eltűnik egy hungarikum Archiválva 2018. július 15-i dátummal a Wayback Machine-ben.

### Sajtverseny Csermajorban

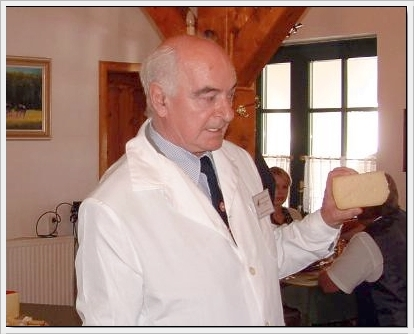
Dr. Schreiner Ernő, a bírálóbizottság elnöke (Csermajori Országos Sajtverseny)

Hazánkban a tejtermékek minőségének megőrzésére és javítására való törekvés miatt a 83.700/1928. számú FM rendelet alapján hozták létre a Tejtermékek Magyar Királyi Ellenőrző Állomását. Az intézmény alapításának 70. évfordulójára emlékezve kereste meg a csermajori iskola a sajtgyártó üzemeket, cégeket, és hívta a szakma képviselőit egy országos találkozóra, termékminősítésre. Mivel a felhívás kedvező fogadtatásra talált, ezért az iskola 1998. december 3-án megrendezhette az első Csermajori Országos Sajtversenyt. Az egyre növekvő érdeklődés mellett Csermajorban tizenötször hirdették meg a sajtkészítők e rangos találkozóját, alkalmat adva számukra, hogy termékeiket bemutathassák a szakmának és a sajtkedvelő közönségnek.
Az utolsó sajtversenyt, az iskolaösszevonás után 2012-ben rendezték meg, vagyis miután megszüntették Csermajorban a tanítást, megszűnt a csermajori sajtverseny is.

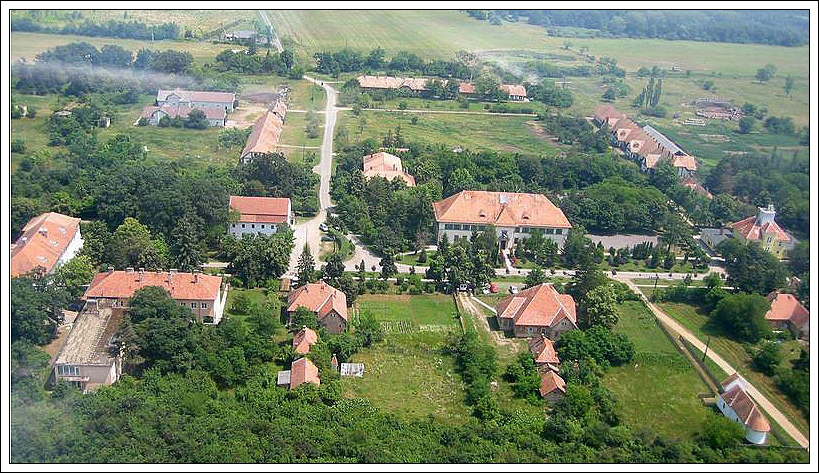
Légi fotó Csermajorról